# Nu stau in Hawaii
Nu stau in Hawaii è l'ottavo singolo della cantante rumena Antonia Iacobescu nonché il secondo del 2013. È stato pubblicato ufficialmente sul canale ufficiale YouTube dell'artista il 4 giugno 2013, mentre su quello dell'etichetta discografica Roton, il 6 giugno.